# Ahle Hadith
Ahl Hadith (en urdu, اہل حدیث, ahl-e hadīs o ahl-i hadith) es una corriente islámica que tiene presencia, principalmente, en Oriente Medio y Asia meridional, en particular en Pakistán y la India. El término Ahl-e Hadith se alterna habitualmente con el salafismo dawah.
A diferencia del Ahl-al-rai, literalmente "el pueblo de la teología retórica", el Ahl-e hedith, "el pueblo de las narraciones proféticas", no están restringido por el taqlid, sino que se consideran libres de buscar una guía en asuntos de fe y prácticas religiosas de las tradiciones auténticas (hadiz), las cuales, junto al Corán, son, según ellos, la única guía valiosa para los musulmanes.

## Metodología
El Ahl-e Hadith ejerce su esfuerzo para promover los principios tradicionales mientras restaura la simplicidad y pureza original de la fe y sus prácticas. Consecuentemente, se hace énfasis particular en la reafirmación del Tawhid y la negación de poderes ocultos y conocimiento de cosas ocultas a cualquiera de sus criaturas. Esto envuelve el rechazo de los poderes milagrosos de los santos y de la exagerada veneración que se les ofrece. También dedican su esfuerzo a erradicar costumbres ya sea para innovar (bid'a) o sistemas no-islámicos. Los adherentes estrictos al hadiz, miembros del Ahl-e Hadith, lo interpretan de manera más amplia y con mayores implicaciones, y afirman ser los seguidores del Hadiz Sahih (auténtico).
El Ahl-e Hadith creció significativamente como movimiento en Bengala en la década de 1830, y después se difundió en otras partes de Asia meridional. Sus miembros rechazan las cuatro principales escuelas sunitas de la ley islámica y enfatizan lo que los miembros llaman los principios originales del islam. De hecho, el movimiento se extendió ampliamente en la India británica durante la segunda mitad del siglo XIX. Inspirados por la forma de vida de las generaciones tempranas de los musulmanes, los miembros del Ahl-e Hadith comenzaron un movimiento para revivir al islam con base en sus principios fundamentales.
En pocas palabras, el Ahl-e Hadith se inclina hacia principios estrictos e inmutables formulados por sus defensores principales. Los exponentes contemporáneos del Ahl-e Hadith en el subcontinente lo describen convincentemente como un movimiento puritano religioso. De acuerdo a sus estudiosos el movimiento Ahl-e Hadith en India fue fundado en cuatro pilares: (a) creencia en el tawhid puro, (b) la sunnah del profeta islámico Mahoma, (c) entusiasmo por la yihad (la lucha contra los propios deseos inmorales o participación en campañas militares diseñadas para defender a las naciones musulmanes contra las no-musulmanas) y (d) sumisión a Alá. El Ahl-e Hadith insiste en tomar todas las decisiones basadas en el Corán y el hadiz, y no aplicando la metodología de Qiyas (analogías).
Originalmente, los coleccionistas de Ahadith (dichos y tradiciones del profeta islámico Mahoma como Imam Bukhari e Imam Musulmán y muchos otros transmisores de Ahadith), se reconocían a sí mismos como Ahle-Hadith (literalmente significando "Pueblo de Hadith"). El nombre deriva de su afirmación de que consideran al hadiz y el Corán como las únicas fuentes de autoridad religiosa.